# Conor Casey
Conor Patrick Casey (* 25. Juli 1981 in Dover, New Hampshire) ist ein ehemaliger US-amerikanischer Fußballspieler. Der Stürmer spielte zuletzt für die Columbus Crew in der höchsten Spielklasse im nordamerikanischen Fußball, der Major League Soccer (MLS).

## Karriere

### Jugend und Amateurfußball
Casey wuchs in Denver auf, wo er seine ersten fußballerischen Erfahrungen an der South High School sammelte.
1999 ging der Mittelstürmer an die University of Portland, wo er auch einige Semester Philosophie studierte und für die dortige College-Mannschaft spielte. In seiner ersten Saison am College wurde zum Soccer America’s Freshman of the Year gewählt. In der zweiten erzielte er 23 Tore.

### Vereinskarriere
Nachdem er für die USA bei den Olympischen Sommerspielen 2000 auf dem Platz gestanden hatte, wechselte er nach Deutschland zu den Amateuren von Borussia Dortmund. Über Hannover 96 und den Karlsruher SC kam er im Jahre 2004 zum 1. FSV Mainz 05, dessen Aufstieg in die Bundesliga er wenige Tage zuvor durch den Siegtreffer für den KSC im Spiel gegen den direkten Mainzer Aufstiegskonkurrenten Alemannia Aachen ermöglicht hatte. Für Mainz 05 bestritt Casey 40 Spiele. Dabei erzielte er drei Tore.
Im Februar 2007 verließ er die Bundesliga und wechselte zum Toronto FC in die höchste nordamerikanische Fußballliga, die Major League Soccer. Nach zwei absolvierten Spielen für die Kanadier wurde er im Gegenzug für Riley O’Neill von den Colorado Rapids ausgetauscht. In der Saison 2009 wurde er zweitbester Torschütze in der Regular Season. 2010 gewann Casey mit den Colorado Rapids die MLS-Meisterschaft durch einen 2:1-Sieg gegen den FC Dallas im MLS Cup. Er wurde außerdem zum MVP des Spiels gewählt. 2013 wechselte er zu Philadelphia Union. Er war im Dezember 2012 mittels MLS Re-Entry Draft ausgewählt worden.
Nach drei Spielzeiten wechselte Casey am 26. Januar 2016 zur Columbus Crew. Ein Jahr später beendete Casey dort seine Karriere.

### Nationalmannschaft
Sein Debüt gab Casey am 31. März 2004 gegen Polen. In der Partie gegen Kuba im Rahmen des CONCACAF Gold Cup 2005 im Juli desselben Jahres zog er sich einen Kreuzbandriss zu und musste bis Anfang März 2006 pausieren.
In der Qualifikation zur Fußball-Weltmeisterschaft 2010 sicherte er der Nationalmannschaft im Oktober 2009 mit zwei Toren im entscheidenden Spiel gegen Honduras die Teilnahme an dem Turnier.
Vor seinen ersten Einsätzen im A-Team der Vereinigten Staaten spielte er für die U-20-Auswahl der USA, mit der er auch am FIFA U-20 World Cup 2001 in Argentinien teilnahm und das Achtelfinale erreichte.

## Trainerkarriere
Casey wurde am 26. Januar 2017 Assistenztrainer bei den Colorado Rapids. Nach der Entlassung von Anthony Hudson am 1. Mai 2019 leitete er kurzzeitig als Interimstrainer den Spielbetrieb der Mannschaft.

## Erfolge
- Soccer America’s Freshman of the Year: 1999
- West Coast Conference Co-Player of the Year: 2000
- MLS-Meister: 2010
- MVP des MLS Cups: 2010